# Deutsche Wut – Rock gegen Oben
Deutsche Wut – Rock gegen Oben è il secondo album in studio del gruppo hard rock neo-nazi tedesco Landser, pubblicato nel 1998.
In Germania è stato bandito e confiscato dall'agosto del 2004.

## Tracce
Testi di Regener, musiche dei Landser, eccetto ove indicato.
1. Freiheit - 2:41
2. Zigeunerpack - 2:25 (D.O.A.)
3. Sturmführer - 1:35
4. Vergeltung - 3:07
5. Polacken Tango - 4:21
6. In den Arsch - 2:40 (Die Lokalmatadore)
7. Verkauft + verraten - 3:14
8. Rudolf Heß - 2:03
9. Kreuzberg - 1:52 (Rebel)
10. In den Bergen von Ruanda - 2:43
11. Döner Skins - 1:45
12. Deutsche Wut - 3:25
13. Rebell - 3:57

## Formazione
- Michael Regener - voce, chitarra
- André M. - basso
- Christian W. - batteria